# Olimpiai érmesek listája jégkorongban
Ez a lap az olimpiai érmesek listája jégkorongban 1920-tól 2022-ig.

## Összesített éremtáblázat
(A táblázatokban Magyarország és a rendező nemzet sportolói eltérő háttérszínnel, az egyes számoszlopok legmagasabb értéke vagy értékei vastagítással kiemelve.)
| A téli olimpiai játékok összesített éremtáblázata jégkorongban | A téli olimpiai játékok összesített éremtáblázata jégkorongban | A téli olimpiai játékok összesített éremtáblázata jégkorongban | A téli olimpiai játékok összesített éremtáblázata jégkorongban | A téli olimpiai játékok összesített éremtáblázata jégkorongban | Olimpia  |
| -------------------------------------------------------------- | -------------------------------------------------------------- | -------------------------------------------------------------- | -------------------------------------------------------------- | -------------------------------------------------------------- | -------- |
|                                                                | Ország                                                         | Arany                                                          | Ezüst                                                          | Bronz                                                          | Összesen |
| 1.                                                             | Kanada (CAN)                                                   | 14                                                             | 6                                                              | 3                                                              | 23       |
| 2.                                                             | Szovjetunió (URS)                                              | 7                                                              | 1                                                              | 1                                                              | 9        |
| 3.                                                             | Egyesült Államok (USA)                                         | 4                                                              | 12                                                             | 2                                                              | 18       |
| 4.                                                             | Svédország (SWE)                                               | 2                                                              | 4                                                              | 5                                                              | 11       |
| 5.                                                             | Finnország (FIN)                                               | 1                                                              | 2                                                              | 8                                                              | 11       |
| 6.                                                             | Csehország (CZE)                                               | 1                                                              | 0                                                              | 1                                                              | 2        |
| 6.                                                             | Nagy-Britannia (GBR)                                           | 1                                                              | 0                                                              | 1                                                              | 2        |
| 8.                                                             | Egyesített Csapat (EUN)                                        | 1                                                              | 0                                                              | 0                                                              | 1        |
| 8.                                                             | Olimpikonok Oroszországból (OAR)                               | 1                                                              | 0                                                              | 0                                                              | 1        |
|                                                                |                                                                |                                                                |                                                                |                                                                |          |
| 10.                                                            | Csehszlovákia (TCH)                                            | 0                                                              | 4                                                              | 4                                                              | 8        |
| 11.                                                            | Oroszország (RUS)                                              | 0                                                              | 1                                                              | 1                                                              | 2        |
| 11.                                                            | Németország (GER)                                              | 0                                                              | 1                                                              | 1                                                              | 2        |
| 13.                                                            | Az Orosz Olimpiai Bizottság versenyzői (ROC)                   | 0                                                              | 1                                                              | 0                                                              | 1        |
|                                                                |                                                                |                                                                |                                                                |                                                                |          |
| 14.                                                            | Svájc (SUI)                                                    | 0                                                              | 0                                                              | 3                                                              | 3        |
| 15.                                                            | NSZK (FRG)                                                     | 0                                                              | 0                                                              | 1                                                              | 1        |
| 15.                                                            | Szlovákia (SVK)                                                | 0                                                              | 0                                                              | 1                                                              | 1        |
|                                                                |                                                                |                                                                |                                                                |                                                                |          |
| Összesen                                                       | Összesen                                                       | 32                                                             | 32                                                             | 32                                                             | 96       |

## Férfiak

### Férfi éremtáblázat
| A téli olimpiai játékok éremtáblázata férfi jégkorongban | A téli olimpiai játékok éremtáblázata férfi jégkorongban | A téli olimpiai játékok éremtáblázata férfi jégkorongban | A téli olimpiai játékok éremtáblázata férfi jégkorongban | A téli olimpiai játékok éremtáblázata férfi jégkorongban | Olimpia  |
| -------------------------------------------------------- | -------------------------------------------------------- | -------------------------------------------------------- | -------------------------------------------------------- | -------------------------------------------------------- | -------- |
|                                                          | Ország                                                   | Arany                                                    | Ezüst                                                    | Bronz                                                    | Összesen |
| 1.                                                       | Kanada (CAN)                                             | 9                                                        | 4                                                        | 3                                                        | 16       |
| 2.                                                       | Szovjetunió (URS)                                        | 7                                                        | 1                                                        | 1                                                        | 9        |
| 3.                                                       | Egyesült Államok (USA)                                   | 2                                                        | 8                                                        | 1                                                        | 11       |
| 4.                                                       | Svédország (SWE)                                         | 2                                                        | 3                                                        | 4                                                        | 9        |
| 5.                                                       | Finnország (FIN)                                         | 1                                                        | 2                                                        | 4                                                        | 7        |
| 6.                                                       | Csehország (CZE)                                         | 1                                                        | 0                                                        | 1                                                        | 2        |
| 6.                                                       | Nagy-Britannia (GBR)                                     | 1                                                        | 0                                                        | 1                                                        | 2        |
| 8.                                                       | Egyesített Csapat (EUN)                                  | 1                                                        | 0                                                        | 0                                                        | 1        |
| 8.                                                       | Olimpikonok Oroszországból (OAR)                         | 1                                                        | 0                                                        | 0                                                        | 1        |
|                                                          |                                                          |                                                          |                                                          |                                                          |          |
| 10.                                                      | Csehszlovákia (TCH)                                      | 0                                                        | 4                                                        | 4                                                        | 8        |
| 11.                                                      | Oroszország (RUS)                                        | 0                                                        | 1                                                        | 1                                                        | 2        |
| 11.                                                      | Németország (GER)                                        | 0                                                        | 1                                                        | 1                                                        | 2        |
| 13.                                                      | Az Orosz Olimpiai Bizottság versenyzői (ROC)             | 0                                                        | 1                                                        | 0                                                        | 1        |
|                                                          |                                                          |                                                          |                                                          |                                                          |          |
| 14.                                                      | Svájc (SUI)                                              | 0                                                        | 0                                                        | 2                                                        | 2        |
| 15.                                                      | NSZK (FRG)                                               | 0                                                        | 0                                                        | 1                                                        | 1        |
| 15.                                                      | Szlovákia (SVK)                                          | 0                                                        | 0                                                        | 1                                                        | 1        |
|                                                          |                                                          |                                                          |                                                          |                                                          |          |
| Összesen                                                 | Összesen                                                 | 25                                                       | 25                                                       | 25                                                       | 75       |

## Nők
| Olimpia              | Arany | Ezüst | Bronz |
| 1998, Nagano         | Egyesült Államok (USA) · Chris Bailey · Laurie Baker · Alana Blahoski · Lisa Brown-Miller · Karyn Bye · Colleen Coyne · Sara Decosta · Tricia Dunn · Cammi Granato · Katie King · Shelley Looney · Sue Merz · Allison Mleczko · Tara Mounsey · Vicki Movsessian · Angela Ruggiero · Jenny Potter · Jen Schmidgall · Sarah Tueting · Gretchen Ulion · Sandra Whyte                                                            | Kanada (CAN) · Jennifer Botterill · Thérèse Brisson · Cassie Campbell · Judy Diduck · Nancy Drolet · Lori Dupuis · Danielle Goyette · Geraldine Heaney · Jayna Hefford · Becky Kellar · Katheryn Mccormack · Karen Nystrom · Lesley Reddon · Manon Rhéaume · France St-Louis · Laura Schuler · Fiona Smith · Vicky Sunohara · Hayley Wickenheiser · Stacy Wilson                                                                 | Finnország (FIN) · Sari Fisk · Kirsi Hänninen · Satu Huotari · Marianne Ihalainen · Johanna Ikonen · Sari Krooks · Emma Laaksonen · Sanna Lankosaari · Katja Lehto · Marika Lehtimäki · Riikka Nieminen · Marja-Helena Pälvilä · Tuula Puputti · Karoliina Rantamäki · Tiia Reima · Katja Riipi · Päivi Salo · Maria Selin · Liisa-Maria Sneck · Petra Vaarakallio                                                           |
| 2002, Salt Lake City | Kanada (CAN) · Dana Antal · Kelly Bechard · Jennifer Botterill · Thérèse Brisson · Cassie Campbell · Isabelle Chartrand · Lori Dupuis · Danielle Goyette · Geraldine Heaney · Jayna Hefford · Becky Kellar · Caroline Ouellette · Cherie Piper · Cheryl Pounder · Tammy Lee Shewchuk · Sami Jo Small · Colleen Sostorics · Kim St-Pierre · Vicky Sunohara · Hayley Wickenheiser                                              | Egyesült Államok (USA) · Chris Bailey · Laurie Baker · Karyn Bye · Julie Chu · Natalie Darwitz · Sara Decosta · Tricia Dunn-Luoma · Cammi Granato · Courtney Kennedy · Andrea Kilbourne · Katie King · Shelley Looney · Sue Merz · Allison Mleczko · Tara Mounsey · Jenny Potter · Angela Ruggiero · Sarah Tueting · Lyndsay Wall · Krissy Wendell                                                                               | Svédország (SWE) · Annica Åhlén · Lotta Almblad · Anna Andersson · Gunilla Andersson · Emelie Berggren · Kristina Bergstrand · Ann-Louise Edstrand · Joa Elfsberg · Erika Holst · Nanna Jansson · Maria Larsson · Ylva Lindberg · Ulrica Lindström · Kim Martin · Josefin Pettersson · Maria Rooth · Danijela Rundqvist · Evelina Samuelsson · Therese Sjölander · Anna Vikman                                               |
| 2006, Torino         | Kanada (CAN) · Becky Kellar · Colleen Sostorics · Charline Labonté · Cherie Piper · Cheryl Pounder · Caroline Ouellette · Danielle Goyette · Jayna Hefford · Jennifer Botterill · Hayley Wickenheiser · Kim St-Pierre · Vicky Sunohara · Cassie Campbell · Gillian Ferrari · Carla MacLeod · Meghan Agosta · Gillian Apps · Gina Kingsbury · Sarah Vaillancourt · Katie Weatherston                                          | Svédország (SWE) · Cecilia Andersson · Gunilla Andersson · Jenni Asserholt · Ann-Louise Edstrand · Joa Elfsberg · Emma Eliasson · Erika Holst · Nanna Jansson · Ylva Lindberg · Jenny Lindqvist · Kristina Lundberg · Kim Martin · Frida Nevalainen · Emilie O'Konor · Maria Rooth · Danijela Rundqvist · Therese Sjölander · Katarina Timglas · Anna Vikman · Pernilla Winberg                                                  | Egyesült Államok (USA) · Pam Dreyer · Chanda Gunn · Courtney Kennedy · Angela Ruggiero · Lyndsay Wall · Helen Resor · Caitlin Cahow · Molly Engstrom · Jamie Hagerman · Krissy Wendell · Kim Insalaco · Jenny Potter · Julie Chu · Kelly Stephens · Kathleen Kauth · Kristin King · Katie King · Natalie Darwitz · Tricia Dunn-Luoma · Sarah Parsons                                                                         |
| 2010, Vancouver      | Kanada (CAN) · Meghan Agosta · Gillian Apps · Tessa Bonhomme · Jennifer Botterill · Jayna Hefford · Haley Irwin · Rebecca Johnston · Becky Kellar · Gina Kingsbury · Charline Labonté · Carla MacLeod · Meaghan Mikkelson · Caroline Ouellette · Cherie Piper · Marie-Philip Poulin · Kim St-Pierre · Colleen Sostorics · Shannon Szabados · Sarah Vaillancourt · Catherine Ward · Hayley Wickenheiser                       | Egyesült Államok (USA) · Kacey Bellamy · Caitlin Cahow · Lisa Chesson · Julie Chu · Natalie Darwitz · Meghan Duggan · Molly Engstrom · Hilary Knight · Jocelyne Lamoureux · Monique Lamoureux · Erika Lawler · Gisele Marvin · Brianne McLaughlin · Jenny Schmidgall-Potter · Angela Ruggiero · Molly Schaus · Kelli Stack · Karen Thatcher · Jessie Vetter · Kerry Weiland · Jinelle Zaugg-Siergiej                             | Finnország (FIN) · Anne Helin · Jenni Hiirikoski · Venla Hovi · Michelle Karvinen · Mira Kuisma · Emma Laaksonen · Rosa Lindstedt · Terhi Mertanen · Heidi Pelttari · Mariia Posa · Annina Rajahuhta · Karoliina Rantamäki · Noora Räty · Mari Saarinen · Saija Sirviö · Nina Tikkinen · Minnamari Tuominen · Saara Tuominen · Linda Välimäki · Anna Vanhatalo · Marjo Voutilainen                                           |
| 2014, Szocsi         | Kanada (CAN) · Meghan Agosta · Gillian Apps · Mélodie Daoust · Laura Fortino · Jayna Hefford · Haley Irwin · Brianne Jenner · Rebecca Johnston · Charline Labonté · Geneviève Lacasse · Jocelyne Larocque · Meaghan Mikkelson · Caroline Ouellette · Marie-Philip Poulin · Lauriane Rougeau · Natalie Spooner · Shannon Szabados · Jenn Wakefield · Catherine Ward · Tara Watchorn · Hayley Wickenheiser                     | Egyesült Államok (USA) · Kacey Bellamy · Megan Bozek · Alexandra Carpenter · Julie Chu · Kendall Coyne · Brianna Decker · Meghan Duggan · Lyndsey Fry · Amanda Kessel · Hilary Knight · Jocelyne Lamoureux · Monique Lamoureux-Kolls · Gisele Marvin · Brianne McLaughlin · Michelle Picard · Josephine Pucci · Molly Schaus · Anne Schleper · Kelli Stack · Lee Stecklein · Jessie Vetter                                       | Svájc (SUI) · Janine Alder · Livia Altmann · Sophie Anthamatten · Laura Benz · Sara Benz · Nicole Bullo · Romy Eggimann · Sarah Forster · Angela Frautschi · Jessica Lutz · Julia Marty · Stefany Marty · Alina Müller · Katrin Nabholz · Evelina Raselli · Florence Schelling · Lara Stalder · Phoebe Stanz · Anja Stiefel · Nina Waidacher                                                                                 |
| 2018, Phjongcshang   | Egyesült Államok (USA) · Cayla Barnes · Kacey Bellamy · Hannah Brandt · Dani Cameranesi · Kendall Coyne · Brianna Decker · Meghan Duggan · Kali Flanagan · Nicole Hensley · Megan Keller · Amanda Kessel · Hilary Knight · Jocelyne Lamoureux-Davidson · Monique Lamoureux-Morando · Gigi Marvin · Sidney Morin · Amanda Pelkey · Emily Pfalzer · Alex Rigsby · Maddie Rooney · Lee Stecklein · Haley Skarupa · Kelly Pannek | Kanada (CAN) · Meghan Agosta · Bailey Bram · Emily Clark · Mélodie Daoust · Ann-Renée Desbiens · Haley Irwin · Renata Fast · Laura Fortino · Brianne Jenner · Rebecca Johnston · Geneviève Lacasse · Brigette Lacquette · Jocelyne Larocque · Meaghan Mikkelson · Sarah Nurse · Marie-Philip Poulin · Lauriane Rougeau · Jillian Saulnier · Natalie Spooner · Laura Stacey · Shannon Szabados · Blayre Turnbull · Jenn Wakefield | Finnország (FIN) · Sanni Hakala · Jenni Hiirikoski · Venla Hovi · Mira Jalosuo · Michelle Karvinen · Rosa Lindstedt · Petra Nieminen · Tanja Niskanen · Emma Nuutinen · Isa Rahunen · Meeri Räisänen · Annina Rajahuhta · Noora Räty · Saila Saari · Sara Säkkinen · Ronja Savolainen · Eveliina Suonpää · Susanna Tapani · Minnamari Tuominen · Noora Tulus · Riikka Välilä · Linda Välimäki · Ella Viitasuo                |
| 2022, Peking         | Kanada (CAN) · Erin Ambrose · Ashton Bell · Kristen Campbell · Emily Clark · Mélodie Daoust · Ann-Renée Desbiens · Renata Fast · Sarah Fillier · Brianne Jenner · Rebecca Johnston · Jocelyne Larocque · Emma Maltais · Emerance Maschmeyer · Sarah Nurse · Marie-Philip Poulin · Jamie Lee Rattray · Jill Saulnier · Ella Shelton · Natalie Spooner · Laura Stacey · Claire Thompson · Blayre Turnbull · Micah Zandee-Hart  | Egyesült Államok (USA) · Cayla Barnes · Megan Bozek · Hannah Brandt · Dani Cameranesi · Alexandra Carpenter · Alex Cavallini · Jesse Compher · Kendall Coyne Schofield · Brianna Decker · Jincy Dunne · Savannah Harmon · Caroline Harvey · Nicole Hensley · Megan Keller · Amanda Kessel · Hilary Knight · Abbey Murphy · Kelly Pannek · Maddie Rooney · Abby Roque · Hayley Scamurra · Lee Stecklein · Grace Zumwinkle         | Finnország (FIN) · Sanni Hakala · Jenni Hiirikoski · Elisa Holopainen · Sini Karjalainen · Michelle Karvinen · Anni Keisala · Nelli Laitinen · Julia Liikala · Eveliina Mäkinen · Petra Nieminen · Tanja Niskanen · Jenniina Nylund · Meeri Räisänen · Sanni Rantala · Ronja Savolainen · Sofianna Sundelin · Susanna Tapani · Noora Tulus · Minttu Tuominen · Viivi Vainikka · Sanni Vanhanen · Emilia Vesa · Ella Viitasuo |

### Női éremtáblázat
| A téli olimpiai játékok éremtáblázata női jégkorongban | A téli olimpiai játékok éremtáblázata női jégkorongban | A téli olimpiai játékok éremtáblázata női jégkorongban | A téli olimpiai játékok éremtáblázata női jégkorongban | A téli olimpiai játékok éremtáblázata női jégkorongban | Olimpia  |
| ------------------------------------------------------ | ------------------------------------------------------ | ------------------------------------------------------ | ------------------------------------------------------ | ------------------------------------------------------ | -------- |
|                                                        | Ország                                                 | Arany                                                  | Ezüst                                                  | Bronz                                                  | Összesen |
| 1.                                                     | Kanada (CAN)                                           | 5                                                      | 2                                                      | 0                                                      | 7        |
| 2.                                                     | Egyesült Államok (USA)                                 | 2                                                      | 4                                                      | 1                                                      | 7        |
|                                                        |                                                        |                                                        |                                                        |                                                        |          |
| 3.                                                     | Svédország (SWE)                                       | 0                                                      | 1                                                      | 1                                                      | 2        |
|                                                        |                                                        |                                                        |                                                        |                                                        |          |
| 4.                                                     | Finnország (FIN)                                       | 0                                                      | 0                                                      | 4                                                      | 4        |
| 5.                                                     | Svájc (SUI)                                            | 0                                                      | 0                                                      | 1                                                      | 1        |
|                                                        |                                                        |                                                        |                                                        |                                                        |          |
| Összesen                                               | Összesen                                               | 7                                                      | 7                                                      | 7                                                      | 21       |